# Glückauf-Kampfbahn
Il Glückauf-Kampfbahn è uno stadio di Gelsenkirchen, che contiene oggi 11.000 spettatori. Inaugurato nel 1928 ha ospitato le partite casalinghe dello Schalke 04 fino al 1973, quando il club si è trasferito nel Parkstadion.